# 李翛
李翛（8世纪—819年），唐朝大臣。
李翛善于迎奉，是唐宪宗母亲庄宪皇后的妹夫。元和年间，宪宗提拔他的姨父官至坊州刺史、绛州刺史。李翛善于迎奉，治理百姓，略有政能。宪宗召他入朝，拜司农卿，升任京兆尹。元和十年（815年），庄宪太后驾崩，李翛担任山陵桥道置顿使。因为吝惜财物，致使渭城北门塌陷。被李逢吉弹劾，宪宗只是将他罚俸，出为润州刺史、浙西观察使，受命鸠聚财物，朝廷平定淮西节度使吴元济，赖其财赋。元和十四年（819年）请求回到京师，没有朝见皇帝就去世了。

## 延伸阅读
[在维基数据编辑]
 《舊唐書/卷162》，出自刘昫《舊唐書》